# Bernhard Quandt

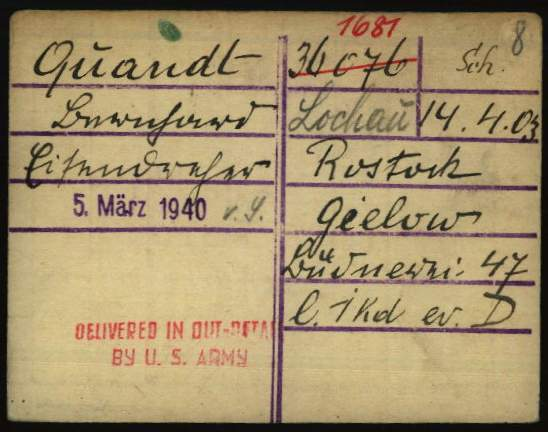
Bernhard Quandt regisztrációs igazolványa fogolyként a dachaui koncentrációs táborban

Bernhard Quandt (Rostock, 1903. április 14. – Schwerin, 1999. augusztus 2.) német politikus (SPD, KPD, SED). 1951 és 1952 közt Mecklenburg miniszterelnöke, 1952-ig a SED schwerini főtitkára.
1920 és 1923 közt az SPD tagja volt, utána csatlakozott a KPD-hez. Utána az NDK államtanácsának és a SED központi bizottságának volt tagja.